# Maria Dolors Calvet i Prats
Maria Dolors Calvet i Prats (Vilafranca del Penedès, 19 d'abril del 1907 - Madrid, 6 d'agost del 1988) va ser una concertista de piano, compositora, poetessa i pedagoga vilafranquina.

## Biografia
El 1911, amb tan sols quatre anys, va començar els estudis de música de la mà de la seva mare, que dirigia una acadèmia de música; molt aviat va començar a participar en els concerts públics que s'hi feien, i posteriorment en fou directora.
El 1922 anà a perfeccionar els estudis musicals a l'Acadèmia Ardèvol que dirigia Ferran Ardèvol a Barcelona. El 1924 començà l'activitat com a concertista a Barcelona, on feu nombrosos concerts, sola o amb altres instrumentistes. Resident a Vilafranca, s'implicà de ple en l'ensenyament musical a la secció Cultura de la dona de la Societat la Principal de Vilafranca del Penedès. Fou autora de sardanes, peces per piano, cançons infantils —que emprava en la pedagogia— i lieder.
Abandonà la música al cap d'uns anys per ajudar el seu marit en les activitats comercials que aquest duia a terme, primer a Barcelona i posteriorment a Madrid. Morí a aquesta darrera ciutat el 6 d'agost de 1988.

## Llegat
L'Escola Municipal de Música de Vilafranca del Penedès rebé el nom de Maria Dolors Calvet.
Des de l'any 2007, el VINSEUM, els descendents de Dolors Calvet (a partir de la seva filla Imma Herrera Calvet) i l'Ajuntament de Vilafranca, convoquen, cada dos anys, el "Concurs de Composició per a Piano Maria Dolors Calvet i Prats", que premia obres d'una durada entre 10 i 15 minuts que es puguin utilitzar en la pedagogia de l'instrument del piano. En la primera edició (2008), el premi va ser per a l'obra Escenes, d'Octavi Rumbau i Masgrau; la guanyadora de la segona edició (2010) va ser Marian Márquez Ruiz de Gopegui, amb l'obra Deu variacions per a piano; en la tercera edició, de l'any 2012, va guanyar Moisès Bertran amb l'obra Sis preludis per a piano; en l'edició de l'any 2014 va guanyar Gerard López, amb l'obra Suite per a piano VII, i en la del 2016 Ernesto Mateo, amb Pequeños preludios. El jurat és presidit pel compositor Josep Soler Sardà i hi han participat els compositors Francesc Taverna-Bech i Alejandro Civilotti i els pianistes Diego Fernández Magdaleno i Montserrat Ríos.
Part dels fons documentals de Dolors Calvet (i de la seva família), i algunes de les seves partitures es conserven a l'Arxiu Musical del VINSEUM, i els premis guanyadors dels concursos Dolors Calvet són editats per DINSIC.
El seu germà, Ferran Calvet i Prats (1903-1988), va ser un bioquímic d'anomenada i catedràtic de la Universitat de Barcelona.

## Obres

### Llibres
- Un compositor català del segle XVIII [conferència pronunciada el 28 de maig per al Club Femení d'Esports de Barcelona], resumida a Portaveu del Club Femení i d'Esports de Barcelona 26 (juliol 1932)[8]
- El Drac i la Mulassa Vilafranca del Penedès: Vilatana, 1999 ISBN 8495053101
- Quaderns de piano = Cuadernos de piano = Piano notebooks Barcelona: DINSIC, 2008 ISBN 9790692105169 Error en ISBN: grup id no vàlid

### Cançons
- Adéu Siau
- L'Àngel Blanc
- Mare
- Nina Meva
- La rosella
- Cançons per a la pedagogia musical: L'Antònia, Ki-ki-ri-ki, El meu gatet, La rodona[3]

### Per a piano
- La caixeta de música
- Dansem, Pere?
- M'agrada matinar
- Els maçots del molí paperer (1929)
- Maria Rosa
- La nina Pepa
- Sol, fa, mi, re, do
- Tema amb variacions

### Sardanes
- Camí de la Vall d'Aran
- Cant d'enyorança
- La nostra anella
- La sardana dels infants
- Vigília de festa, versió cantada amb lletra de Lluís Ràfols
- Vilafranca, per a coral[9]